# Magnolia cespedesii
Magnolia cespedesii este o specie de plante din genul Magnolia, familia Magnoliaceae. A fost descrisă pentru prima dată de José Jéronimo Triana și Jules Émile Planchon, și a primit numele actual de la Rafaël Herman Anna Govaerts. Conform Catalogue of Life specia Magnolia cespedesii nu are subspecii cunoscute.